# Murilo Galdino
Cássio Murilo Galdino de Araújo (Pocinhos, 2 de Julho de 1980) é um político brasileiro, filiado ao Republicanos. Atualmente exerce o cargo de Deputado Federal pela Paraíba.

## Biografia
Murilo começou sua carreira política em 2012, quando se candidatou à vereador da cidade de Campina Grande, sendo eleito com a votação de 3.888 (1,91%).
Em 2020, foi nomeado pelo então governador: João Azevêdo (PSB), como secretário de governo, cargo no qual ficou até 2022, no qual foi exonerado para disputar as eleições de 2022. Filiou-se ao Republicanos para disputar como deputado federal, aonde foi eleito, atingindo a votação de 112.891 votos.